# Valdemar Rørdam

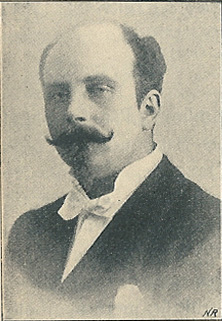
Valdemar Rørdam.

Valdemar Rørdam, född den 23 september 1872 i Dalby, Själland, död den 13 juli 1946, var en dansk författare, son till Hans Kristian Rørdam.
Rørdam blev student 1890, avlade filosofie kandidatexamen 1891, var sedan informator och därefter verksam som kritiker och tidningsman. Hans första diktsamling var Sol og sky (1895). Efter att ha genomgått en lång och svår lungsjukdom utvecklade han en betydande och rik alstring, framför allt som lyriker, och vann snart en icke ringa popularitet. 
Diktsamlingen Tre strænge (1897), prosaberättelsen Paa höjskole (1898), den mäktigt verkande nydiktningen av Beowulfkvädet, Bjovulv (1899), prosanovellen Karen Kjeldsen (1900), diktsamlingen Dansk tunge (1901), den stora versnovellen Gudrun Dyre (1902; 3:e upplagan 1903), vars kärlekshistoria blevt föremål för livliga meningsbrytningar, och den lilla samlingen Kærlighedsdigte (1903) visade hans förmågas stora omfattning i såväl ämnesval som form och stämning. 
Ännu en lång berättelse i bunden form, Karneval (samma år), med motiv från Korsika, och diktsamlingarna Ved midsommertid (1904), Stumme strænge (1906), Under åben himmel (1908), Luft og land (1910), Strid og strengeleg (1912), De sorte nætter (1913) och Duerne og kriget (1915) betecknade knappast någon utvidgning eller förändring av Rørdams författarskap, men inte heller någon avmattning: den strömmande, otvungna ingivelsen, känslornas varma, innerliga uttryck och den suveränt virtuosa poetiska formen var sig lika. 
De av "Fänrik Ståls sägner" framkallade skildringarna från dansk-tyska kriget, Den gamle kaptajn (3 samlingar, 1906-07, förkortad upplaga 1908), är framför allt brinnande maningar till det samtida Danmark att med enig vilja och framsynthet bygga ett starkt och väl värnat rike. Skådespelet Grönlandsfærd (1909) är delvis buret av patriotisk tendens, delvis en modern tragedi; dramat Kampen mod Bål (1914) och bildningsromanen Lykkelige barndom (1915; om den manliga ungdomens erotiska frestelser) visade beaktansvärda enskildheter och en energisk vilja i folkuppfostrande riktning. 
Men Rørdam var likväl helt och hållet skald; versen är hans naturliga tungomål; den är fri från lyrisk allmän-nelighet, präglad af musikaliskt välljud, stor skiftningsrikedom, märklig målerisk styrka och säker kultur. Blott en brist hindrar den stundom från mästerskapet: den är överflödande, obegränsat ordrik. Okonstlad och enkel som bikt och personlig känslotolk (t. ex. cykeln Barnet, jämförlig med Chamissos och Rückerts lyrik), äkta och gripande i romantisk och drömsk stämning (Herhen og derhen), stolt och satirisk som manande och straffande fosterländsk sång (Koreafreden, Danmarks saga) är Rørdams dikt i synnerhet outtömlig som skildring och förhärligande av naturen, särskilt den danska. 
Friluftsmänniska och drömmare, förtrogen med bondgård och slott liksom med havet och kusten, gav han nya, gripande och hänförande uttryck för kärleken till hembygden och dess av minne och hopp besjälade skönhet, för hjärtats outrotliga behof av att älska och fästa sig vid gård och grund, erinringarnas och aningarnas, längtans likaväl som verklighetens poesi. Rørdam översatte "Fänrik Ståls sägner" och i Svensk literatur (1911) sökte han ge sina landsmän en lättfattlig vägledning i den dåtida svenska vitterheten.
Rørdam fortsatte sin ymniga alstring. Han utgav 1922-23 den versifierade nutidsromanen Jens Hvas til Ulvborg och skrev bl. a. diktsamlingarna Den gamle præstegaard (1916), Köpstad-idyller (samma år), Afrodites boldspil (1920), Sangen om Danmark (1923) och Fugleviser (1924). Ett urval av hans lyrik utkom i 2 band 1918. Han gav vidare ypperliga översättningar, såsom Digte fra verdenskrigen (2 band, 1918-19), Engelske kærlighedsdigte (1920) och två böcker av W.B. Yeats. Rørdam stod under 1920-talet på en höjdpunkt av teknisk förmåga och själsligt djup, han var tidens vidast famnande danska lyriker, och hans fosterländska och moraliska insats i tidens utveckling var betydande.